# Cammarata
Cammarata é uma comuna italiana da região da Sicília, província de Agrigento, com cerca de 6.406 habitantes. Estende-se por uma área de 191 km², tendo uma densidade populacional de 34 hab/km². Faz fronteira com Acquaviva Platani (CL), Casteltermini, Castronovo di Sicilia (PA), Mussomeli (CL), San Giovanni Gemini, Santo Stefano Quisquina, Vallelunga Pratameno (CL), Villalba (CL).

## Demografia
| Variação demográfica do município entre 1861 e 2011                               |
|                                                                                   |
| Fonte: Istituto Nazionale di Statistica (ISTAT) - Elaboração gráfica da Wikipedia |